# Революционное антирасистское действие
Революционное антирасистское действие (нидерл. Revolutionaire Anti-Racistische Actie) — нидерландская леворадикальная политическая организация, активно действовавшая в период с 1984 по 1993 годы и выступавшая против режима апартеида в ЮАР и нидерландского эмиграционного законодательства. Участники группы поджигали собственность компаний, работавших в ЮАР, и закладывали бомбы в здания. Атаки РАД, тем не менее, не привели к человеческим жертвам.